# Euophrys alticola
Euophrys alticola är en spindelart som beskrevs av Denis 1955. Euophrys alticola ingår i släktet Euophrys och familjen hoppspindlar. Inga underarter finns listade i Catalogue of Life.